# (5918) 1991 NV3
(5918) 1991 NV3 es un asteroide perteneciente al cinturón de asteroides, región del sistema solar que se encuentra entre las órbitas de Marte y Júpiter, más concretamente a la familia de Coronis, descubierto el 6 de julio de 1991 por Henri Debehogne desde el Observatorio de La Silla, Chile.

## Designación y nombre
Designado provisionalmente como 1991 NV3. 

## Características orbitales
1991 NV3 está situado a una distancia media del Sol de 2,844 ua, pudiendo alejarse hasta 3,085 ua y acercarse hasta 2,602 ua. Su excentricidad es 0,084 y la inclinación orbital 3,213 grados. Emplea 1751,86 días en completar una órbita alrededor del Sol.

## Características físicas
La magnitud absoluta de 1991 NV3 es 12,9. Tiene 7,644 km de diámetro y su albedo se estima en 0,229. 